# XHBY-FM
XHBY-FM là một đài phát thanh trên tần số 96,7 FM ở tuxpan, Veracruz. Nó thuộc sở hữu của Radiorama và được gọi là Radio Lobo với định dạng grupera.

## Lịch sử
XEBY-AM 1340 đã nhận được sự nhượng bộ vào ngày 10 tháng 1 năm 1968. Nó thuộc sở hữu của Elvira Ferrer de Almazan và phát sóng với 250 watt. Nhà ga được chuyển đến Calixto Almazan Ferrer vào năm 2002, Jose Alberto Almazan Marín năm 2004 và một công ty con của Radiorama vào năm 2006. Nó cũng chuyển đến 890 kHz vào những năm 1990.
XEBY đã được ủy quyền để chuyển sang FM vào tháng 11 năm 2010. Vào tháng 2 năm 2019, nó đã bỏ định dạng hit cổ điển tiếng Anh kỹ thuật số Éxtocation và trở thành đài phát thanh dưới dạng Radio Lobo.